# Chodzjali
Chodzjali (georgiska: ხოჯალი) är ett berg i Georgien. Det ligger i regionen Abchazien, i den nordvästra delen av landet, 280 km nordväst om huvudstaden Tbilisi. Toppen på Chodzjali är 3 313 meter över havet.